# Gryllomorpha dalmatina
Gryllomorpha dalmatina är en insektsart som först beskrevs av Ocskay 1832.  Gryllomorpha dalmatina ingår i släktet Gryllomorpha och familjen syrsor.

## Underarter
Arten delas in i följande underarter:
- G. d. dalmatina
- G. d. schmidti

## Bildgalleri

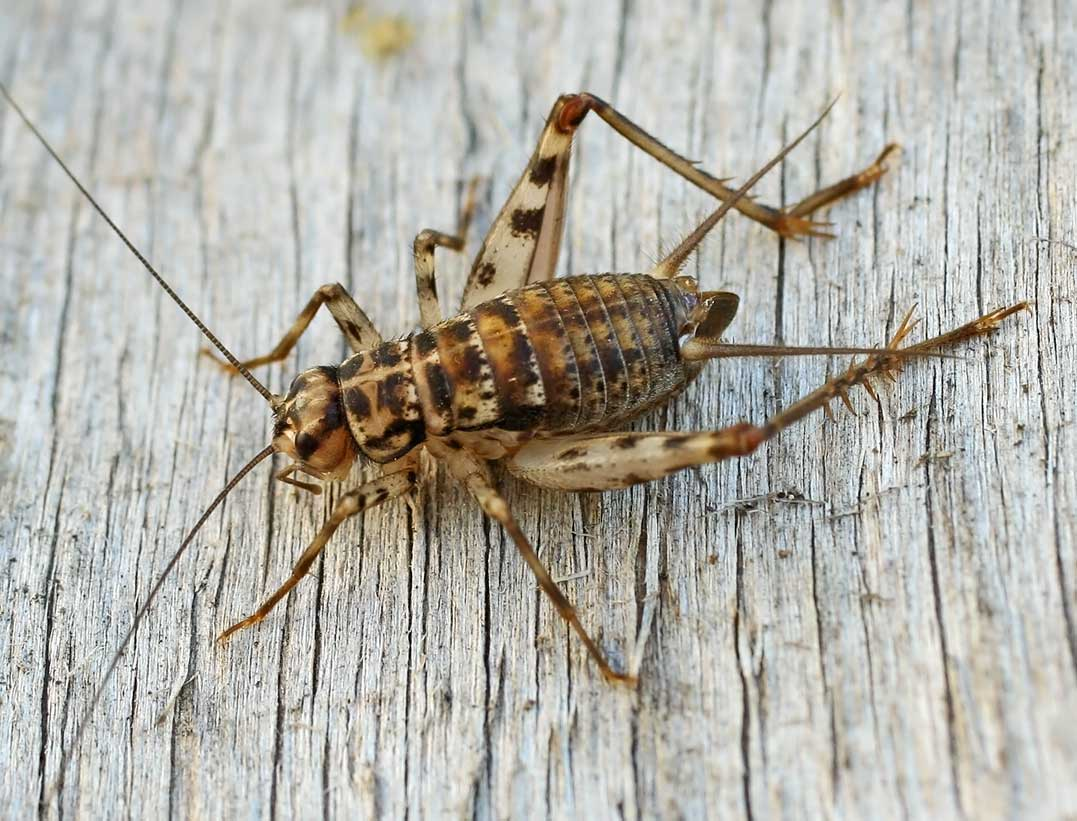